# 溫斯頓·丘吉爾畫像 (薩瑟蘭繪)
英國畫家格雷厄姆·薩瑟蘭於1954年獲委託，為時任英國首相的溫斯頓·丘吉爾繪製畫像，作為丘吉爾80歲壽辰的賀禮。丘吉爾對此畫像感到極度厭惡，因此在西敏廳的公開贈送儀式後，並未有將之展示出來，而是藏於其查特韋爾莊園中。在其妻子克萊門汀·丘吉爾於1977年死後，人们发现她在獲得此畫像數月後，已經將之焚毀，以宣洩她丈夫的怒火。

## 背景
畫像繪製之時，丘吉爾已經是年紀老邁第二任期將盡的首相。薩瑟蘭則是一個已有一定聲譽，以沒有修飾手法見稱的現代主義畫家。他們對畫像抱有不同的期望。丘吉爾希望被描繪成披着長袍的受勳騎士，但委託人要求畫中人穿著普通國會的服飾。

## 準備工作
1954年8月，丘吉爾與薩瑟蘭在查特韋爾莊園會面了三數次，薩瑟蘭以炭筆起了幾幅初稿，專注於丘吉爾的手和臉部。完成初稿後，薩瑟蘭返回工作室，並在大號方形帆布上開始創作此畫像。畫布的形狀象徵着丘吉爾的堅毅與耐力，體現了丘吉爾的名言「我是磐石」。畫中丘吉爾握緊椅子扶手的坐姿參照了美國林肯纪念堂中林肯雕像的坐姿。畫像描繪的丘吉爾皺着眉頭，略微前傾，周圍被冷漠的灰色、棕色和黑色調所包圍。製作期間，薩瑟蘭不願與丘吉爾談論進度，或展示其作品。丘吉爾太太認為畫得非常神似，但有點兒太過真實。其兒子倫道夫則覺得畫像顯得其父親一臉不快。

## 反響
丘吉爾太太在1954年11月20日看過完成的畫像之後拍了一張照片並帶了給她的丈夫。這是丘吉爾首次看到畫像並心感不安。他及後向莫蘭男爵形容此畫像為骯髒及立壞心腸，投訴畫像將他畫成從排水溝中救起出來的醉漢的模樣。由於距離贈送儀式只差10日，丘吉爾至函薩瑟蘭，形容畫像雖然是大師級製作但並不適宜，儀式將如期舉行但畫像則不會被發佈。薩瑟蘭回覆重新畫像誠實和現實地反映了他對丘吉爾的印象。查爾斯·道蒂議員則遊說丘吉爾，着他不可阻礙發佈，免得冒犯出資贊助是次委託的國會議員。在贈送儀式的謝詞中，丘吉爾稱此畫像為現代藝術的傑出典範（該段發言被認為是反諷）。各界對此畫像的反應不一，有評論家稱讚畫像與丘吉爾甚為相似，亦有人譴責它為恥辱。

## 伸延閱讀
- Gallery of Lost Art （页面存档备份，存于）
- Winston Churchill, Graham Sutherland (1954), Portrait of the week, No 82 （页面存档备份，存于）, The Guardian, 3 November 2001
- The Secret Churchill Caper That Netflix’s The Crown Didn’t Show （页面存档备份，存于）, Vanity Fair, 7 November 2016
- Oil sketch of Winston Churchill, by Graham Sutherland （页面存档备份，存于）, National Portrait Gallery
- Pencil sketch of Winston Churchill, by Graham Sutherland （页面存档备份，存于）, National Portrait Gallery
- BBC Radio 4: Churchill Portrait Destroyed, winstonchurchill.org
- Byron, Sully, and the Power of Portraiture, John Clubbe, p. 6-7
- Playing Darts With a Rembrandt: Public and Private Rights in Cultural Treasures, Joseph L. Sax, p. 37-42
- Changing Perceptions: Milestones in 20th-Century British Portraiture[], Elizabeth Cayzer. P.52-57
- The Spirit of Place: Nine Neo-Romantic Artists and Their Times, Malcolm Yorke, p. 141-2